# Премия «Грэмми» за лучшее рок-исполнение
Премия «Грэмми» за лучшее рок-исполнение (англ. Grammy Award for Best Rock Performance) — премия предназначенная для исполнителей в жанре рок-музыки за их лучшие вокальные или инструментальные записи и ограничено синглами или треками. Вручается на ежегодной церемонии в США с 2012 года. Одна из самых престижных наград в современной рок-музыке. Ежегодная церемония награждения премией «Грэмми» проводится Национальной академией искусств и науки звукозаписи США. Награда была основана в 1958 году.
Эта номинация возникла в 2012 году и включила в себя три категории, ранее известные как Премия «Грэмми» за лучшее вокальное рок-исполнение дуэтом или группой, «Лучшее сольное вокальное рок-исполнение» и «Лучшее инструментальное рок-исполнение». Реструктуризация этих категорий стала результатом сокращения общего их числа, проведённого Национальной академией искусств и науки звукозаписи США для объединения сольных и коллективных исполнителей (группы и дуэты), так как трудно провести между ними различия.
Награда вручается исполнителю. Продюсер, звукоинженер и автор песен могут подать заявку на получение сертификата победителя.
С 2014 года в эту категорию также входят хард-роковые исполнения, которые ранее награждались в категориях «Лучшее исполнение в стиле хард-рок» и «Лучшее хард-рок/метал-исполнение», которые в настоящее время не присуждаются отдельно.

## История
| Год  | Исполнитель     | Работа               | Номинанты | Ссылка | Фото |
| ---- | --------------- | -------------------- | --- | ------ | ---- |
| 2012 | Foo Fighters    | «Walk»               | - Coldplay — «Every Teardrop Is a Waterfall» - The Decemberists — «Down by the Water» - Mumford & Sons — «The Cave» - Radiohead — «Lotus Flower»                                               | [ 6 ]  |      |
| 2013 | The Black Keys  | «Lonely Boy»         | - Alabama Shakes — «Hold On» - Coldplay — «Charlie Brown» - Mumford & Sons — «I Will Wait» - Брюс Спрингстин — «We Take Care of Our Own»                                                       | [ 7 ]  |      |
| 2014 | Imagine Dragons | «Radioactive»        | - Alabama Shakes — «Always Alright» - Дэвид Боуи — «The Stars (Are Out Tonight)» - Led Zeppelin — «Kashmir (Live)» - Queens of the Stone Age — «My God is the Sun» - Джек Уайт — «I’m Shakin'» | [ 8 ]  |      |
| 2015 | Джек Уайт       | «Lazaretto»          | - Райан Адамс — «Gimme Something Good» - Arctic Monkeys — «Do I Wanna Know?» - Бек — «Blue Moon» - The Black Keys — «Fever»                                                                    | [ 9 ]  |      |
| 2016 | Alabama Shakes  | «Don’t Wanna Fight»  | - Florence and the Machine — «What Kind of Man» - Foo Fighters — «Something from Nothing» - Эль Кинг — «Ex’s & Oh’s» - Wolf Alice — «Moaning Lisa Smile»                                       | [ 10 ] |      |
| 2017 | Дэвид Боуи      | «Blackstar»          | - Alabama Shakes — «Joe (Live from Austin City Limits)» - Бейонсе с участием Джека Уайта — «Don’t Hurt Yourself» - Disturbed — «The Sound of Silence» - Twenty One Pilots — «Heathens»         | [ 11 ] |      |
| 2018 | Леонард Коэн    | «You Want It Darker» | - Крис Корнелл — «The Promise» - Foo Fighters — «Run» - Kaleo — «No Good» - Nothing More — «Go to War»                                                                                         | [ 12 ] |      |
| 2019 | Крис Корнелл    | «When Bad Does Good» | - Arctic Monkeys — «Four Out of Five» - The Fever 333 — «Made an America» - Greta Van Fleet — «Highway Tune» - Halestorm — «Uncomfortable»                                                     | [ 13 ] |      |
| 2020 | Gary Clark Jr.  | «This Land»          | - Bones UK – "Pretty Waste" - Бриттани Ховард – "History Repeats" - Karen O & Danger Mouse – "Woman" - Rival Sons - "Too Bad"                                                                  |        |      |
| 2021 | Фиона Эппл      | «Shameika»           | - Big Thief – "Not" - Фиби Бриджерс – "Kyoto" - Haim – "The Steps" - Бриттани Ховард – "Stay High" - Grace Potter – "Daylight"                                                                 | [ 14 ] |      |
| 2022 | Foo Fighters    | «Making a Fire»      | - AC/DC — «Shot in the Dark» - Black Pumas — «Know You Better (Live From Capitol Studio A)» - Крис Корнелл — «Nothing Compares 2 U» - Deftones — «Ohms» - Foo Fighters — «Making a Fire»       | [ 15 ] |      |
| 2023 | Брэнди Карлайл  | «Broken Horses»      | - Брайан Адамс – «So Happy It Hurts» - Бек – «Old Man» - The Black Keys – «Wild Child» - IDLES – «Crawl!» - Ozzy Osbourne при участии Jeff Beck – «Patient Number 9» - Turnstile – «Holiday»   | [ 16 ] |      |
| 2024 | Boygenius       | «Not Strong Enough»  | - Arctic Monkeys – «Sculptures of Anything Goes» - Black Pumas – «More Than A Love Song» - Foo Fighters – «Rescued» - Metallica – «Lux Æterna»                                                 | [ 17 ] |      |
| 2025 | The Beatles     | «Now and Then»       | - The Black Keys – «Beautiful People (Stay High)» - Green Day – «The American Dream Is Killing Me» - Idles – «Gift Horse» - Pearl Jam – «Dark Matter» - St. Vincent – «Broken Man»             | [ 18 ] |      |

## Лидеры по числу номинаций
| 6 номинаций - Бриттани Ховард (4 с Alabama Shakes) 4 номинации - Alabama Shakes - Foo Fighters 3 номинации - Джек Уайт - Крис Корнелл | 2 номинации - Arctic Monkeys - The Black Keys - David Bowie - Coldplay - Mumford & Sons |